# Adam Mokrysz
Adam Mokrysz (geboren am 25. Juli 1979 in Cieszyn) ist ein polnischer Unternehmer. Er ist Geschäftsführer der polnischen Mokate-Gruppe.

## Lebenslauf
Mokrysz ist der Sohn von Teresa und Kazimierz Mokrysz, den Gründern von Mokate, einem Unternehmen, das seit 1990 in der Lebensmittelindustrie tätig ist. Er ist Absolvent der Wirtschaftsuniversität in Katowice, an der er auch promovierte. Außerdem studierte er Außenhandel an der University of London und an der Universität in Lausanne (Accelerated Executive Development Program). Am 1. Januar 2016 wurde Mokrysz zum Geschäftsführer der Mokate-Gruppe ernannt. Vorher war er in verschiedenen Abteilungen des Unternehmens (u. a. Marketing und Export) tätig.

## Soziale Aktivitäten
Adam Mokrysz unterstützt Bildungs- und Kulturorganisationen und -institutionen. Mokate ist Sponsor des Polnischen Schachverbands. Mokrysz selbst nimmt an Turnieren und anderen Schachveranstaltungen teil und unterstützt das Projekt „Bildung durch Schach in der Schule“.

## Preise und Auszeichnungen (Auswahl)
- Silbernes Verdienstkreuz der Republik Polen[7]
- EY – Unternehmer des Jahres (Polen)[1]
- Manager des Jahres 2017 (10. Europejskiego Kongresu Gospodarczego w Katowicach)[8]